# فرودگاه پمبری
فرودگاه پمبری (به انگلیسی: Pembrey Airport) (به زبان بومی: Maes Awyr Pen-Bre) یک فرودگاه همگانی است که یک باند فرود بتن دارد و طول باند آن ۷۹۷ متر است. این فرودگاه در کشور ولز قرار دارد و در ارتفاع ۵ متری از سطح دریا واقع شده است.

## شرکت‌های هواپیمایی و مقصدهای پروازی
| شرکت‌های هواپیمایی      | مقصدهای پروازی                     |
| ---------------------- | ---------------------------------- |
| Isles of Scilly Skybus | Chartered: UK and Europe           |
| PremiAir Aviation      | Chartered: UK and Europe           |
| Oasis Flight           | Chartered: UK and Europe           |
| VLL Helicopters        | Executive chartered: UK and Europe |

Pembrey Airport is also the base hub for South Western Airways.

### Former operators
Other airlines that have operated at Pembrey:
- Air Wales
- Air Independence
- Air Winton (UK)